# Мала Михайловка
Мала Миха́йловка (рос. Малая Михайловка) — присілок у складі Томського району Томської області, Росія. Входить до складу Корниловського сільського поселення.

## Населення
Населення — 91 особа (2010; 38 у 2002).
Національний склад (станом на 2002 рік):
- росіяни — 92 %